# Charles II de Brunswick
Pour les articles homonymes, voir Charles II.
Charles II (30 octobre 1804, Brunswick – 18 août 1873, Genève) est duc de Brunswick de 1815 à 1830.

## Biographie

### Un prince orphelin
Petit-fils du duc Charles-Guillaume de Brunswick-Wolfenbüttel, général de l'armée prussienne, dont l'identité a été usurpée afin d'émettre des menaces envers les Parisiens à l'été 1792 dans le Manifeste de Brunswick qui précipitèrent la chute de la monarchie, et qui mourut à la bataille d'Iéna. Le prince est le fils aîné de Frédéric-Guillaume de Brunswick-Wolfenbüttel (1771-1815) et de Marie de Bade (1782-1808), Charles, est orphelin de mère à l'âge de 4 ans, tandis que son père, opposé ouvertement à Napoléon voit ses possessions annexées par l'Empire Français et meurt au combat en 1815. Charles et son frère cadet sont élevés dans leur famille maternelle, d'abord en Suède où sa mère a trouvé refuge pendant la guerre de la Quatrième Coalition (1806/1807) puis dans le Grand-duché de Bade.
Le prince est un proche parent des souverains de son temps (Russie, Autriche, Prusse, Grande-Bretagne), sa grand-mère était la sœur du roi Georges III du Royaume-Uni, ce qui explique peut-être les problèmes psychiques des membres de la Maison de Brunswich-Wolfenbüttel (trois des oncles du prince étaient inaptes à régner).

### Un prince légitime
Le congrès de Vienne l'ayant rétabli dans ses possessions héréditaires, Charles hérite le duché de Brunswick à la mort de son père en 1815. Du fait de sa minorité, la régence est confiée au chef de la famille, voisin et oncle par alliance, le prince de Hanovre (futur George IV du Royaume-Uni), également régent du Royaume-Uni. 
À ses 18 ans, Charles prétend régner par lui-même, mais le régent affirme que la majorité légale est fixée à 21 ans. Un compromis est atteint et le règne personnel de Charles débute le 30 octobre 1823, jour de ses dix-neuf ans.
En 1826, sa maîtresse Charlotte Munden (d) donne naissance à une fille naturelle, Élisabeth-Wilhelmine (de), comtesse de Colmar (1826-1880). Mariée en 1847 à l'homme de lettres et pseudo-comte Eugène de Civry (d), chef de la famille Collin, dite de Civry, Elisabeth ne sera jamais reconnue par le duc, malgré de nombreuses procédures judiciaires.

### Un prince autoritaire
En 1827, Charles entend déclarer invalides certaines lois édictées durant sa minorité. Un conflit en résulte avec le Hanovre. La Confédération germanique doit intervenir et Charles est forcé de reconnaître les lois controversées.
Lors des Trois Glorieuses, Charles II de Brunswick se trouve à Paris. Il s'empresse de rentrer dans ses États et déclare qu'il écrasera dans le sang toute tentative d'insurrection. Le 6 septembre, alors qu'il rentre du théâtre, il est attaqué à coups de pierres et, le lendemain, la population se soulève et prend d'assaut le palais royal. Le duc parvient à s'enfuir, mais le palais est complètement détruit.
Le 10 septembre, le frère cadet du duc, Guillaume, arrive à Brunswick et reçoit un bon accueil de la population. Il se proclame d'abord lieutenant-général, et après une année, la Diète germanique le reconnaît duc de plein droit, déclarant Charles II incapable de régner. L'ancien duc tente à plusieurs reprises de déposer son frère, par la diplomatie ou par la force, mais toutes ses tentatives se révèlent infructueuses.

### Un prince déchu
En exil à Londres, il conclut en 1845 avec un émissaire de Louis-Napoléon Bonaparte, alors emprisonné au fort de Ham, un traité d'alliance offensive et défensive: il met à la disposition de ce dernier une somme de cent cinquante mille francs, chacun des deux prétendants s'engageant à aider l'autre à conquérir ou reconquérir le pouvoir.
Il s'établit à Paris en 1851. Paranoïaque, habité par le délire de la persécution, il fait blinder sa chambre à coucher et dote son palais parisien du boulevard Beaujon de passages secrets.

### «Partie de l'opéra» contre Morphy
Linguiste distingué, cavalier émérite, c'est également un grand amateur de musique. Investisseur avisé, il amasse une immense fortune. Le 21 octobre 1858, il dispute et perd la célèbre partie de l'opéra contre le champion d'échecs américain Paul Morphy dans sa loge à l'Opéra de Paris pendant une représentation de Norma aux Italiens avec Rosina Penco dans le rôle-titre, L. Graziani en Pollione et la Cambardi en Adalgisa. Certains commentateurs suggèrent qu'il s'agit plutôt du Barbier de Séville.

## Le Monument

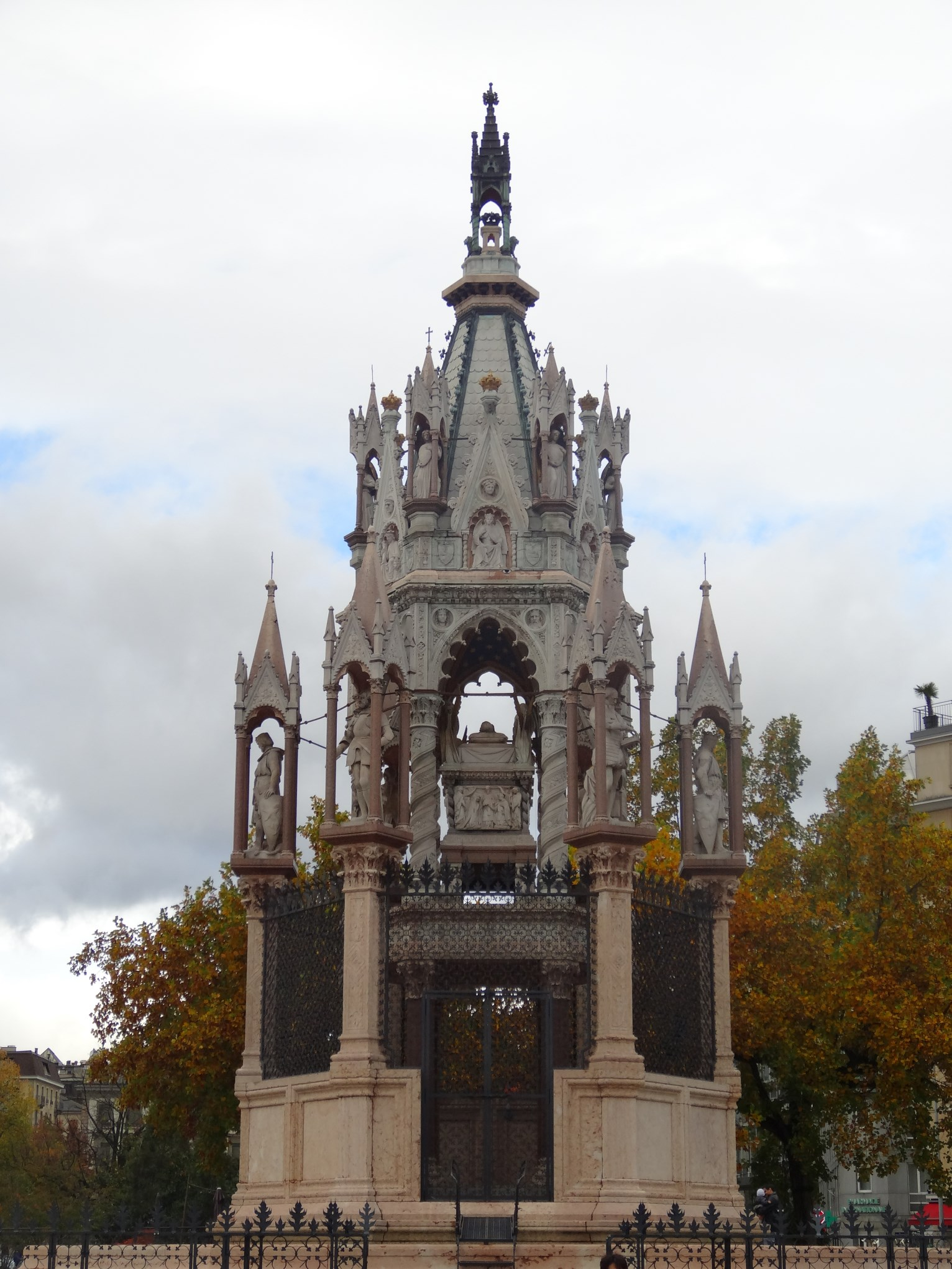
Le monument Brunswick

Au moment de la guerre de 1870, Charles passe en Suisse et finit sa vie à Genève où il meurt en 1873. Il lègue à la ville une importante somme d’argent, demandant en contrepartie qu'on lui élève « un mausolée situé en un emplacement éminent et digne, exécuté selon la conception prévue, en recourant aux meilleurs artistes de l’époque, sans considération du prix ». Le mausolée est édifié au bord du lac Léman, entre l’Hôtel Beau-Rivage et l’Hôtel de la Paix. Conformément au souhait du duc, le monument est la représentation exacte d'un des tombeaux des Scaligeri à Vérone, en Italie.

## Postérité
- Charles II de Brunswick a inspiré le personnage principal du roman d'Élémir Bourges, Le Crépuscule des dieux.

## Source
- Marie-Nicolas Bouillet  et Alexis Chassang (dir.), « Charles II de Brunswick » dans Dictionnaire universel d’histoire et de géographie, 1878 (lire sur Wikisource)